# Argomuellera pierlotiana
Argomuellera pierlotiana är en törelväxtart som beskrevs av J.Leonard. Argomuellera pierlotiana ingår i släktet Argomuellera och familjen törelväxter.
Artens utbredningsområde är Kongo-Kinshasa. Inga underarter finns listade i Catalogue of Life.